# レマン湖畔の小さな家
レマン湖畔の小さな家（フランス語: Villa Le Lac）は、スイスのヴォー州・ヴヴェイ郊外コルソーのレマン湖畔に建てられた住宅。建築家のル・コルビュジエとピエール・ジャンヌレによって設計され、1923年から1924年にかけて造られた。「母の家」とも呼ばれる。
「小さな家（フランス語: Une petite maison）」の名前の通り、ル・コルビュジエは両親のためにこの家をレマン湖北岸に建て、自身も第二の我が家のように思っていた。

## 歴史
ル・コルビュジエは彼の両親のために、ピエール・ジャンヌレとともに「小さな家」を建てることを計画し、1923年から1924年にかけて建築した。父親のGeorges-Édouard Jeanneret（1855-1926）はこの家に1年間しか住むことは叶わなかったが、母親のMarie-Charlotte-Amélie Jeanneretは101歳になるまで住み続けた。彼女の死後、ル・コルビュジエの兄弟でミュージシャンのAlbert Jeanneretが1960年から1973年までこの家で暮らし、現在はル・コルビュジエ財団が管理している。

## 建築

### 構想と設計
建設用地の購入前にル・コルビュジエがすでに「小さな家」の計画を思い描いていたと言われることもあるが、確かな証拠はない。ただ土地区画上、平屋建てで湖に向かって南向きに建てざるを得ないということは決まっていた。そのためにスペースを効率的に使用したため、長さ16メートル、幅4メートルの家をル・コルビュジエ自身が「住むための機械（machines à habiter）」と表現した。この言葉は彼が追求した新しい建築様式自体を表現する言葉としてもよく使われる。

### 立地
これらの設計を元にル・コルビュジエは建設に適した立地を探した。検討の結果、選ばれたのはコルソーにあるレマン湖北岸から4メートルほどの見晴らしの良い300平方メートルの土地であった。土地購入時、北側は古くはローマ時代からある道に繋がっているのみであったが、竣工から数年経った1930年には主要な道路に接続された。また付近には鉄道駅ができ、ミラノやチューリッヒ、マルセイユ、パリなどへ行く列車が止まるようになった。

### 設計
部屋の配置は個々の活動の連続に合わせて、生活の機能として最小限の床面積になるように計算されたため、床面積は全部屋合わせて60平方メートルとなっている。建築の段階でほぼ当初の計画通りに部屋が作られた。
- 1階 - エントランス、キッチン、ランドリー、物置、バスルーム、ベッドルーム、居間、ゲストルーム
- 2階 - 屋根裏部屋、屋上庭園、テラス

屋上庭園付きのテラスになるよう屋根は平らに設計され、北側の外階段から登ることができる。テラスの方は船のように手すりで囲まれ、屋上庭園はコンクリートの低い壁で囲まれている。これらを合わせて家の全高は2.5メートルであった。
さらに南側には11メートルにわたる大きなガラス窓がはめられており、家の中、特にバスルーム、ベッドルーム、居間からは湖の開放的な景色を眺めることができる。一方ゲストルームには東向きに斜めの天窓が設けられ、昇る朝日が差し込むようになっている。内部はコンパクトな室内で快適に過ごせるように、室内の家具の配置などにも配慮され、来客時にベッドを隠せる間仕切りなども存在している。
当初から南側の一部以外は土地全体を2メートルの高い金属の壁で囲むことが決まっていた。南側の壁には一部正方形に切り取られた部分があり、そこからさながら一枚の絵のようにして湖の景色を望むこともできる。また、北西の角は屋根裏部屋が張り出して覆う形になっている。これに合わせて西側の壁も2階分の高さで作られている。
これらを総合してみると、この「小さな家」には屋上庭園や自由な設計、水平連続窓といった、のちにル・コルビュジエが提唱する「近代建築の五原則」の原型を見て取ることができる。

### 建材
建物と壁はセメントと土でできた中空の軽い素材で作られ、どちらも白く塗られた。基礎部分はそれぞれコンクリートで造られ、特に地下室の壁や床スラブ、平らな天井、斜めの天窓には強化コンクリートが使われた。またキャノピーの支えには直径6cmの鉄の棒が使われた。

### 補修
竣工の数年後に漆喰にひびが入ったが、ル・コルビュジエはむしろ老朽化にどう対応するかの好機と捉え、金属製の波板で覆うなどの補修を行った。

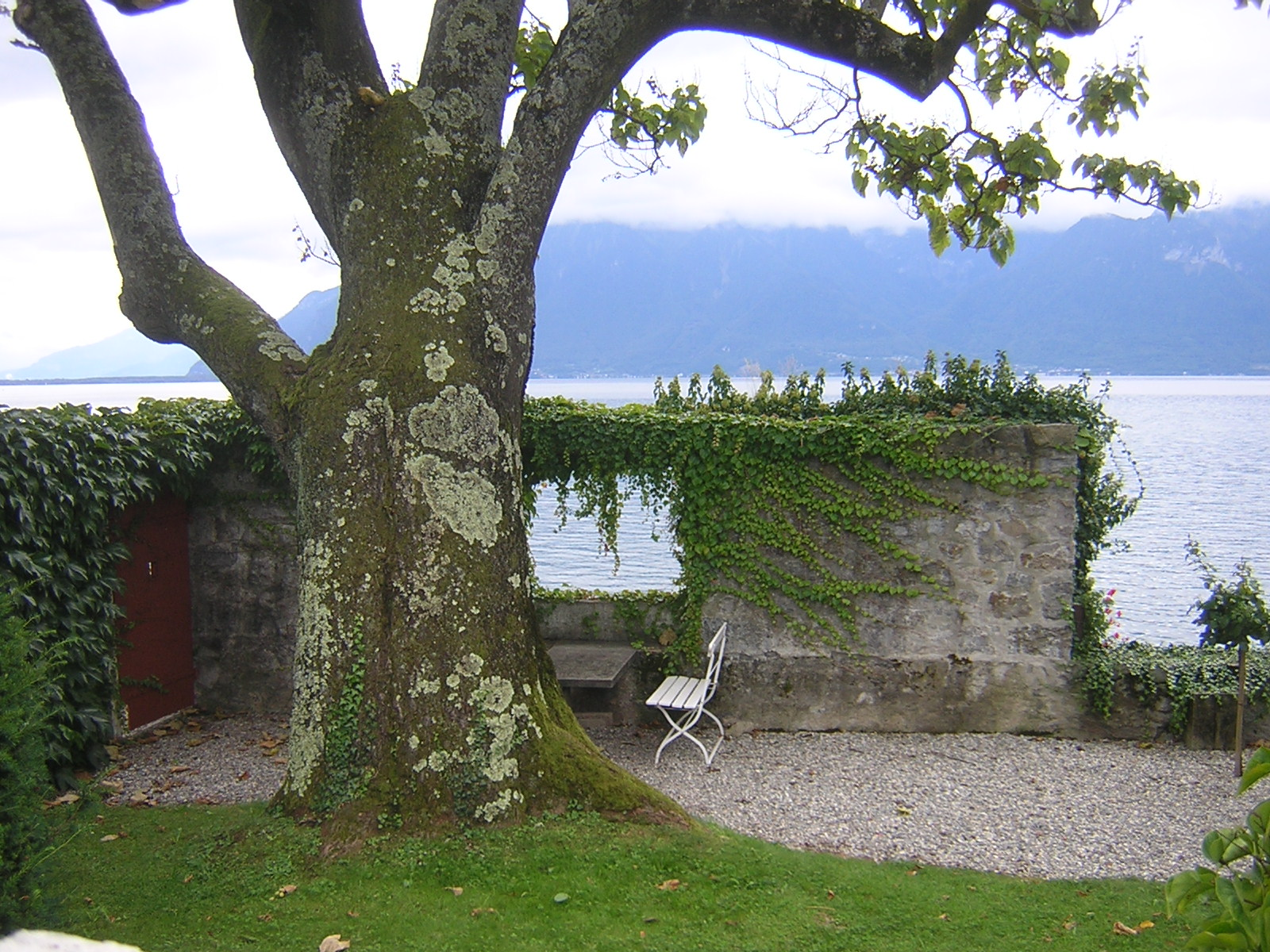
中庭からのレマン湖の眺め

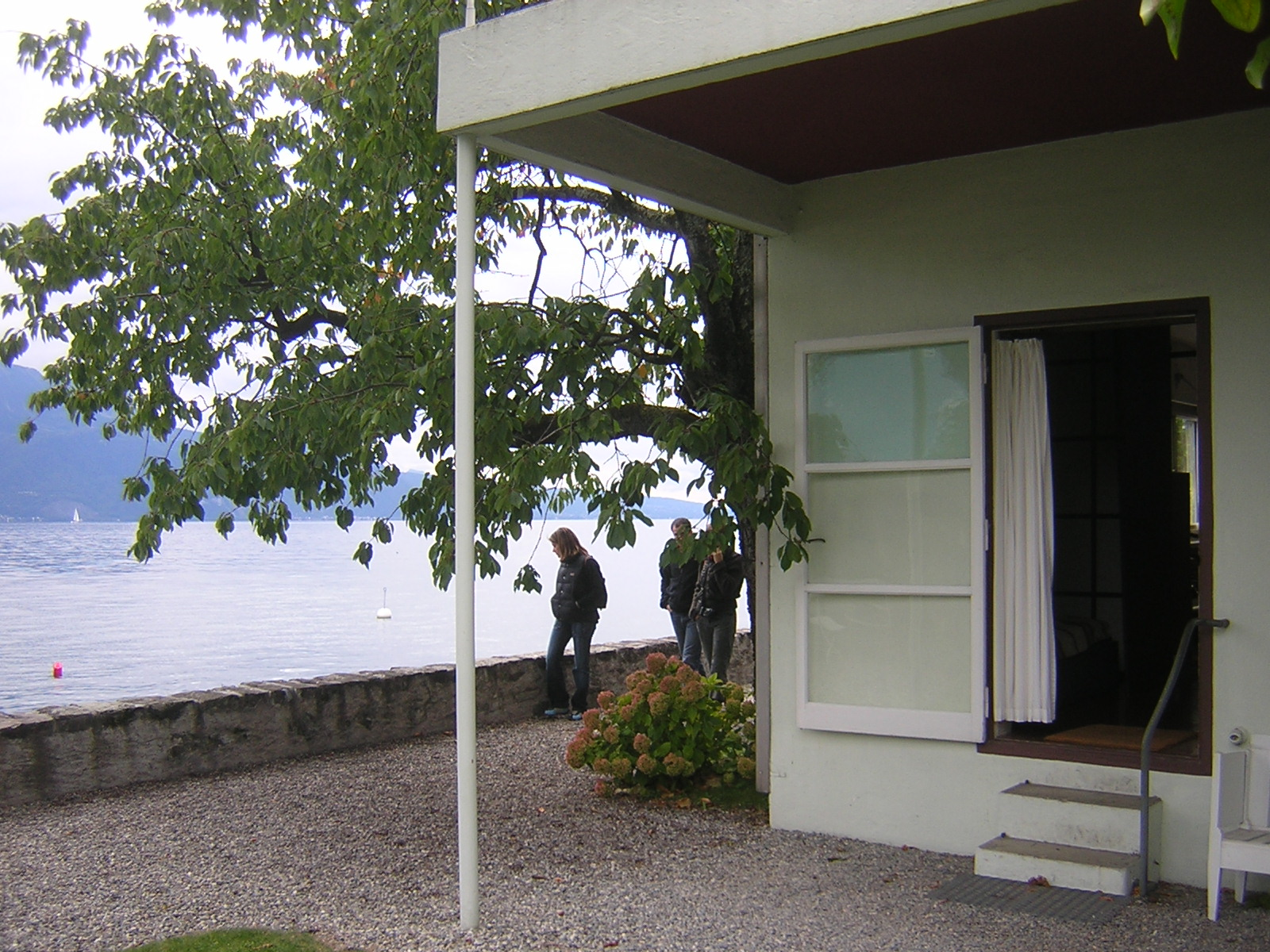
テラスのついた東側の客ゲストルーム

## 評価
人間工学などに基づいて、空間の最小化と快適さの最大化を目指した「最小限住宅」であると評価されることがある。一方で南側の水平連続窓についてはオーギュスト・ペレとの「窓論争」（1923年）のテーマとなり、合理性や必然性を主張したル・コルビュジエと、水平窓が室内空間にもたらす要素を否定的に捉えたペレが対立した。
世界遺産の構成資産としては、「最小限住宅のアーキタイプ」という点が評価された。

## 世界遺産への登録
2004年12月、スイスに残る4つのル・コルビュジエ建築がユネスコの世界遺産の暫定リストに登録された。当時は「レマン湖畔の小さな家」に加えて、シュウォブ邸やジャンヌレ邸、イムーブル・クラルテの4つが推薦の対象であった。フランス、ドイツ、アルゼンチン、ベルギー、日本、インド、スイスの７カ国は共同で、2009年に「ル・コルビュジエの建築と都市計画」の世界遺産リスト登録を推薦した。ここには上述の４作品を含む23の建築物が含まれており、立候補のための書類は2008年1月30日にフランスの文化・コミュニケーション大臣クリスティーヌ・アルバネルによって、ユネスコとル・コルビュジエ財団の代表者の立ち会いのもとで署名されていた。
しかし2009年の第33回世界遺産委員会での審議では見送りという結果に終わったため、関係各国はその後推薦資産の見直しを行い、19作品にまで絞り込んだ。その際にスイスはシュウォブ邸を除外し、3件を推薦することとした。しかしながら2011年の再推薦も第35回世界遺産委員会によって却下され、スイスはジャンヌレ邸を除外するなど、更なる絞り込みを行っていった。
2015年に3回目の推薦を行った段階では各国合わせて17件の作品をリストアップした。2016年にはICOMOSから「登録」勧告を受け取り、第40回世界遺産委員会で「ル・コルビュジエの建築作品-近代建築運動への顕著な貢献-」（フランス語: L’œuvre architecturale de Le Corbusier, une contribution exceptionnelle au Mouvement Moderne）として正式に世界遺産に登録された。